# Elevator Girl (сингл)
«Elevator Girl» — это песня японской каваии-метал группы Babymetal. Впервые она была выпущена в качестве цифрового сингла 10 мая 2019 года по всему миру компанией Babymetal Records и стала третьим синглом, выпущенным для третьего альбома группы Metal Galaxy. Английская версия песни вышла 16 августа 2019 года, и была отправленная на «Active rock» радио вместе с музыкальным видео.

## Создание и релиз
Песня «Elevator Girl» была впервые исполнена в рамках Babymetal World Tour 2018, 8 мая 2018 года. 23 апреля 2019 года было объявлено о выпуске песни в качестве цифрового сингла по всему миру 10 мая 2019 года, в связи с анонсом нескольких шоу, которые были представлены позднее в этом же году.
По словам Su-metal, «Elevator Girl» символизирует эволюцию группы в направлении слияния каваии и метала по мере того, как участницы группы становятся взрослыми, и песня планируется к появлению в следующем альбоме группы — Metal Galaxy. Песня демонстрирует «зрелую» сторону Babymetal, как уже было сказано.

## Композиция
Песня «Elevator Girl» черпает вдохновение в драм-н-бейсе, содержа элементы этого жанра во вступлении и переходя в более тяжёлое звучание. С такими текстом, как «No matter what you say, or what you do / You’re going d-d-d-d-d-down» песня исполняется в основном на английском языке. Песня состоит из «риффовых полутонов» и «милых вокальных гармоний» в мажорном ключе, и, по описанию Джо Дивайта из Loudwire, переключается между «быстрыми ритмами с нежными, минималистичными партиями фортепиано» и «хрустящим металлическим искажением, которое охватывает бешеную природу электронных элементов».

## Реакция
Аксель Розенберг из MetalSucks описал «Elevator Girl» как «необычную», назвав песню «первой в истории метал-песней о психически неуравновешенном лифтёре», но отметив, что песня не «[лишена] ни одного из элементов, которые сделали нас фанатами в первую очередь», даже после ухода Yuimetal.
«Elevator Girl» достигла пика в ежедневном чарте Oricon Digital Singles 10 мая 2019 года, заняв второе место, с цифровыми продажами 6 284 единиц. Песня достигла пика в еженедельном чарте 20 мая 2019 года на 13 месте, продажи за первую неделю составили 8 414 эквивалентных единиц. «Elevator Girl» дебютировал под номером 42 в Billboard Japan Hot 100 20 мая 2019 года, набрав 1 069 эквивалентных единиц за первую неделю, а на следующей неделе достигла пика на 38-м месте. Песня также заняла четвёртое место в чарте Billboard World Digital Songs на неделе 25 мая 2019 года. 25 мая 2021 года Kerrang! поставил песню на 17 место в списке «20 лучших песен Babymetal».

## Треклист
Цифровое издание
- «Elevator Girl» — 2:44

UK Цифровой EP
1. «Elevator Girl» — 2:44
2. «Starlight» — 3:37
3. «Distortion» — 3:05

## Чарты
| Чарт (2019)                            | Высшая позиция |
| -------------------------------------- | -------------- |
| Япония (Billboard)                     | 38             |
| Япония (Digital Singles Oricon)        | 13             |
| США (US World Digital Songs Billboard) | 4              |

## История релизов
| Регион         | Дата            | Формат                     | Лейбл                                       | Прим.  |
| -------------- | --------------- | -------------------------- | ------------------------------------------- | ------ |
| Япония         | 10 мая 2019     | Цифровое издание           | Amuse, Inc. Toy's Factory                   | [ 19 ] |
| Европа         | 10 мая 2019     | Цифровое издание           | Amuse, Inc. earMusic                        | [ 21 ] |
| Другие регионы | 10 мая 2019     | Цифровое издание           | Amuse, Inc. Babymetal Records Cooking Vinyl | [ 22 ] |
| США            | 16 августа 2019 | Active rock (англ. версия) | Amuse, Inc. Babymetal Records Cooking Vinyl | [ 23 ] |